# Ilha Hashima
Ilha Hashima (端島, ou somente Hashima, pois o sufixo -shima significa "ilha" em japonês), comumente chamada Gunkanjima ou Gunkanshima (軍艦島; "Ilha Encouraçado" em português), é uma das 505 ilhas não habitadas da província de Nagasaki, distante aproximadamente 15 quilômetros da cidade de Nagasaki. A ilha foi povoada de 1887 a 1974, quando serviu como base de extração de carvão. O local é assustador por suas imensas construções de concreto abandonadas em meio ao oceano. É administrada como parte de Nagasaki desde 2005, pertencendo anteriormente à antiga cidade de Takashima.

## História

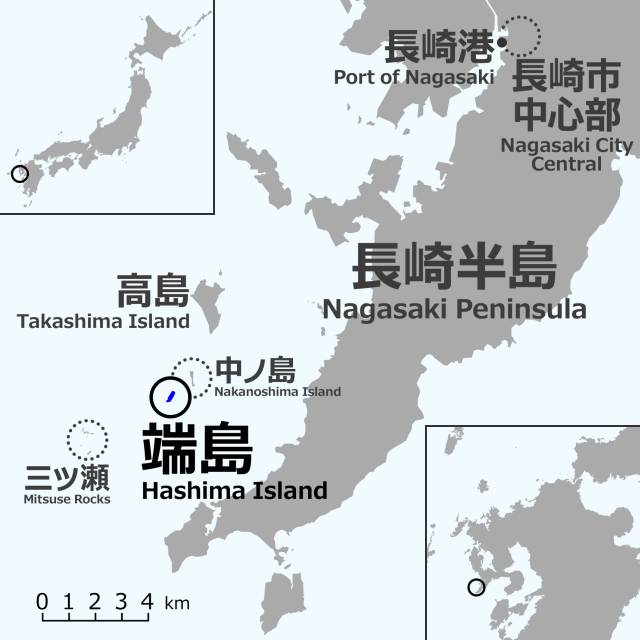
Localização da ilha.

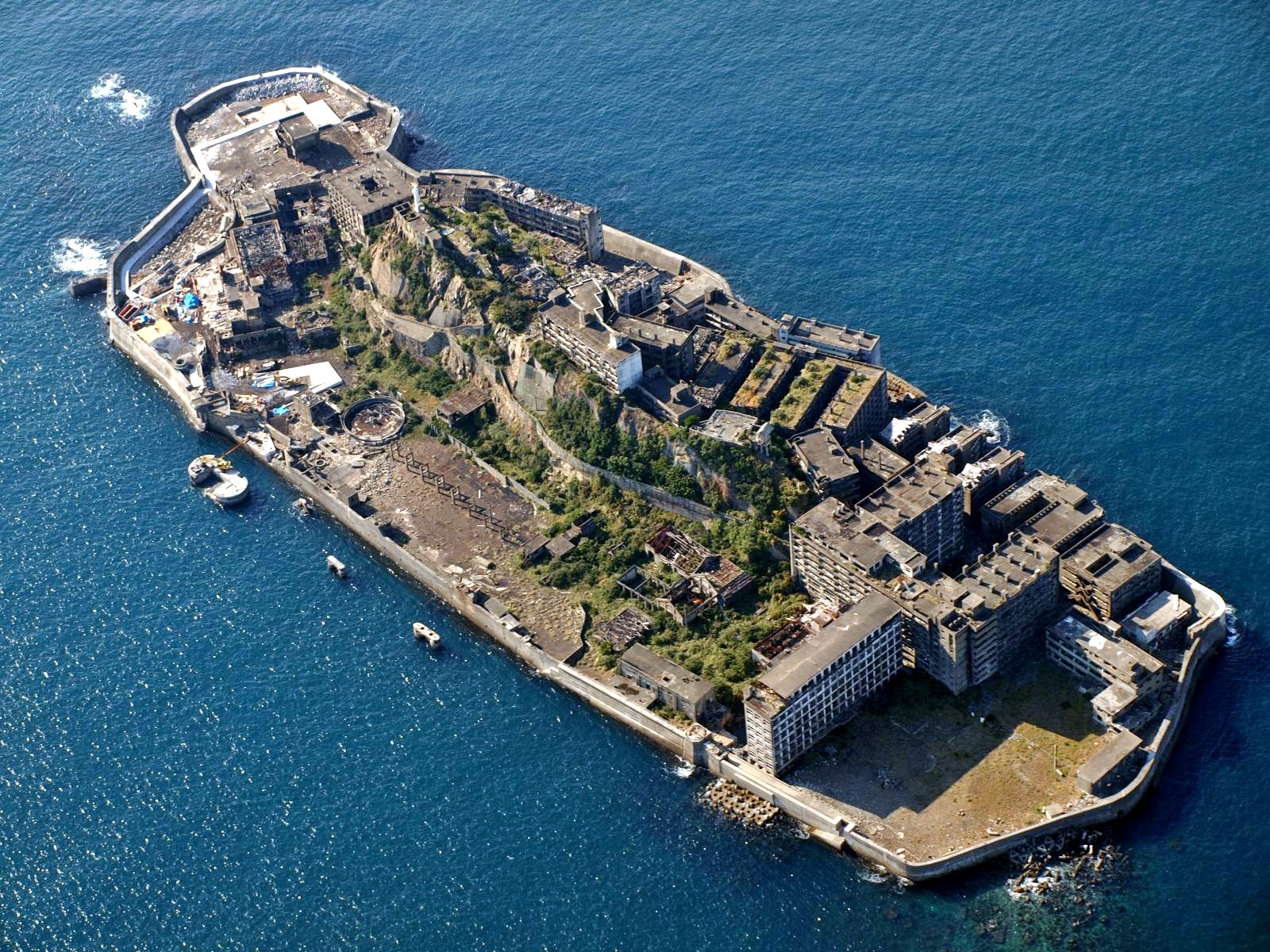
Vista aérea da ilha.

Em 1890, durante a industrialização do Japão, a Mitsubishi comprou a ilha  e começou o projeto de extração de carvão em minas submarítimas. No local foi construído o primeiro edifício de concreto de largas proporções do Japão, um bloco de apartamentos concluído em 1916 para acomodar a cada vez mais crescente massa de trabalhadores.
A população da ilha alcançou seu ápice em 1959, com 5259 habitantes, uma densidade populacional de 835 pessoas por hectare em toda a extensão da ilha, ou 1391 por hectare no distrito residencial. Com a substituição do carvão por petróleo no Japão durante a década de 1960, as minas de extração do mineral começaram a ser fechadas por todo o país, e as de Hashima não foram exceção. A Mitsubishi anunciou oficialmente o encerramento de suas atividades na ilha em 1974, e o local foi totalmente evacuado, passando a ser conhecido como "Ilha Fantasma". O acesso à Hashima só foi restabelecido em 22 de abril de 1999, mais de 20 anos após o fechamento.
Em 2008, uma ONG protocolou junto à Unesco um pedido para que a ilha se tornasse Patrimônio Mundial da Humanidade. No ano seguinte, um pequeno trecho de Hashima foi reaberto para visitas turísticas.
Em 23 de junho de 2013, o Google enviou um funcionário à ilha para registrar imagens panorâmicas em 360 graus para seu serviço Street View.
Pela sua atual condição de inabitada por residentes, é considerada uma localidade fantasma.